# Campeonato Asiático de Ginástica Rítmica de 2023
O XIV Campeonato Asiático de Ginástica Rítmica e o XIX Campeonato Asiático Juvenil de Ginástica Rítmica serão realizados no Estádio Ninoy Aquino em Manila, Filipinas, de 31 de maio a 3 de junho de 2023. O evento é organizado pela Federação Filipina de Ginástica e aprovada pela Federação Internacional de Ginástica.

## Países participantes
- Austrália
- Cazaquistão
- China
- Coreia do Sul
- Filipinas
- Hong Kong
- Índia
- Indonésia
- Japão
- Laos
- Malásia
- Mongólia
- Nova Zelândia
- Quirguistão
- Singapura
- Sri Lanka
- Tailândia
- Taipé Chinesa
- Uzbequistão
- Vietnã

## Medalhistas

### Sênior
| Evento            | Ouro | Prata | Bronze |
| ----------------- | --- | --- | --- |
| Equipes           | | | |
| Equipes           | Uzbequistão · Individual · Evelina Atalyants · Takhmina Ikromova · Yosmina Rakhimova · Grupo · Shakhzoda Ibragimova · Ekaterina Fetisova · Rukhshona Dekhkonova · Mumtozabonu Iskhokzoda · Irodakhon Sadikova · Nargiza Djumaniyazova | Cazaquistão · Individual · Elzhana Taniyeva · Aibota Yertaikyzy · Grupo · Milana Parfilova · Ayaulum Kadir · Aruzhan Kassenova · Aidana Shayakhmetova · Aruzhan Kalsayeva · Assel Shukirbay | China · Individual · Wang Zilu · Zhao Yating · Zhao Yue · Grupo · Guo Qiqi · Hao Ting · Pu Yanzhu · Wang Lanjing · Huang Zhangjiayang · Ding Xinyi |
| Individual        | | | |
| Geral             | Takhmina Ikromova | Elzhana Taniyeva | Wang Zilu |
| Arco              | Takhmina Ikromova | Elzhana Taniyeva | Wang Zilu |
| Bola              | Takhmina Ikromova | Evelina Atalyants | Elzhana Taniyeva |
| Maças             | Takhmina Ikromova | Yosmina Rakhimova | Elzhana Taniyeva |
| Fita              | Zhao Yating | Elzhana Taniyeva | Yosmina Rakhimova |
| Grupo             | | | |
| Geral             | China · Guo Qiqi · Hao Ting · Pu Yanzhu · Wang Lanjing · Huang Zhangjiayang · Ding Xinyi | Uzbequistão · Shakhzoda Ibragimova · Ekaterina Fetisova · Rukhshona Dekhkonova · Mumtozabonu Iskhokzoda · Irodakhon Sadikova · Nargiza Djumaniyazova                                        | Japão · Ayuka Suzuki · Nanami Takenaka · Chihana Nakamura · Hisano Taguchi · Rinako Inaki · Megumi Nishimoto                                       |
| 5 arcos           | China | Japão | Cazaquistão |
| 3 fitas + 2 bolas | China | Uzbequistão | Cazaquistão |

### Juvenil
| Evento     | Ouro                  | Prata               | Bronze                |
| ---------- | --------------------- | ------------------- | --------------------- |
| Equipes    |                       |                     |                       |
| Equipes    | Uzbequistão           | Cazaquistão         | Japão                 |
| Individual |                       |                     |                       |
| Arco       | Anastasiya Sarantseva | Dariya Kusherbayeva | Aleksandra Udodova    |
| Bola       | Aiym Meirzhanova      | Natalya Usova       | Yurisa Yamashita      |
| Maças      | Lola Djuraeva         | Aiym Meirzhanova    | Jasmine Althea Ramilo |
| Fita       | Mishel Nesterova      | Aiym Meirzhanova    | Kim Daeun             |
| Grupo      |                       |                     |                       |
| Geral      | Uzbequistão           | Cazaquistão         | Japão                 |
| 5 cordas   | Cazaquistão           | Uzbequistão         | Japão                 |
| 5 bolas    | Cazaquistão           | Uzbequistão         | Japão                 |

## Resultados

### Sênior

#### Individual geral
| Pos. | Ginasta               | Nação         |        |        |        |        | Total   |
| ---- | --------------------- | ------------- | ------ | ------ | ------ | ------ | ------- |
| 1    | Takhmina Ikromova     | Uzbequistão   | 34.000 | 33.750 | 32.950 | 31.500 | 132.200 |
| 2    | Elzhana Taniyeva      | Cazaquistão   | 32.750 | 33.400 | 31.000 | 31.200 | 128.350 |
| 3    | Wang Zilu             | China         | 32.600 | 29.750 | 31.000 | 28.450 | 121.800 |
| 4    | Yosmina Rakhimova     | Uzbequistão   | 28.300 | 28.500 | 33.050 | 30.850 | 120.700 |
| 5    | Aibota Yertaikyzy     | Cazaquistão   | 29.950 | 28.050 | 30.150 | 30.550 | 118.700 |
| 6    | Zhao Yating           | China         | 30.200 | 30.750 | 28.300 | 29.250 | 118.500 |
| 7    | Mirano Kita           | Japão         | 30.100 | 29.400 | 27.450 | 25.450 | 112.400 |
| 8    | Aino Yamada           | Japão         | 28.700 | 28.350 | 28.150 | 27.100 | 112.300 |
| 9    | Breanna Labadan       | Filipinas     | 26.100 | 29.550 | 28.300 | 26.450 | 110.400 |
| 10   | Mikayla Angeline Yang | Singapura     | 26.450 | 27.100 | 26.600 | 25.600 | 105.750 |
| 11   | Sohn Ji-in            | Coreia do Sul | 26.600 | 28.000 | 27.500 | 22.700 | 104.800 |
| 12   | Ng Joe Ee             | Malásia       | 24.950 | 27.700 | 26.600 | 24.600 | 103.850 |
| 13   | Tzu-Wen Li            | Taipé Chinesa | 24.650 | 25.850 | 25.550 | 24.050 | 110.100 |
| 14   | Undram Khashbat       | Mongólia      | 23.300 | 28.200 | 23.500 | 24.750 | 99.750  |
| 15   | Kim Joowon            | Coreia do Sul | 27.000 | 19.850 | 25.500 | 23.000 | 95.350  |
| 16   | Yi-Tong Lai           | Taipé Chinesa | 30.850 | 22.600 | 23.100 | 23.450 | 93.800  |
| 17   | Piyada Peeramatukorn  | Tailândia     | 24.650 | 23.750 | 22.550 | 22.400 | 93.500  |
| 18   | Katelin Wie Qi Heng   | Singapura     | 23.250 | 23.500 | 21.600 | 20.900 | 89.250  |

#### Arco
| Pos. | Ginasta           | Nação       | Total  |
| ---- | ----------------- | ----------- | ------ |
| 1    | Takhmina Ikromova | Uzbequistão | 34.350 |
| 2    | Elzhana Taniyeva  | Cazaquistão | 32.500 |
| 3    | Wang Zilu         | China       | 32.500 |
| 4    | Aibota Yertaikyzy | Cazaquistão | 31.550 |
| 5    | Mirano Kita       | Japão       | 30.200 |
| 6    | Yosmina Rakhimova | Uzbequistão | 29.850 |
| 7    | Zhao Yating       | China       | 29.050 |
| 8    | Aino Yamada       | Japão       | 28.550 |

#### Bola
| Pos. | Ginasta           | Nação         | Total  |
| ---- | ----------------- | ------------- | ------ |
| 1    | Takhmina Ikromova | Uzbequistão   | 34.550 |
| 2    | Evelina Atalyants | Uzbequistão   | 34.050 |
| 3    | Elzhana Taniyeva  | Cazaquistão   | 32.700 |
| 4    | Aibota Yertaikyzy | Cazaquistão   | 31.300 |
| 5    | Wang Zilu         | China         | 29.750 |
| 6    | Mirano Kita       | Japão         | 29.650 |
| 7    | Ha Sulee          | Coreia do Sul | 29.450 |
| 8    | Breanna Labadan   | Filipinas     | 28.750 |

#### Maças
| Pos. | Ginasta           | Nação         | Total  |
| ---- | ----------------- | ------------- | ------ |
| 1    | Takhmina Ikromova | Uzbequistão   | 34.100 |
| 2    | Yosmina Rakhimova | Uzbequistão   | 32.900 |
| 3    | Elzhana Taniyeva  | Cazaquistão   | 31.900 |
| 4    | Zhao Yating       | China         | 30.300 |
| 5    | Milana Parfilova  | Cazaquistão   | 28.750 |
| 6    | Mirano Kita       | Japão         | 27.350 |
| 7    | Wang Zilu         | China         | 27.200 |
| 8    | Kim Joowon        | Coreia do Sul | 26.150 |

#### Fita
| Pos. | Ginasta           | Nação       | Total  |
| ---- | ----------------- | ----------- | ------ |
| 1    | Zhao Yating       | China       | 31.450 |
| 2    | Elzhana Taniyeva  | Cazaquistão | 30.800 |
| 3    | Yosmina Rakhimova | Uzbequistão | 28.550 |
| 4    | Wang Zilu         | China       | 28.250 |
| 5    | Aibota Yertaikyzy | Cazaquistão | 28.100 |
| 6    | Takhmina Ikromova | Uzbequistão | 27.800 |
| 7    | Mirano Kita       | Japão       | 27.200 |
| 8    | Aino Yamada       | Japão       | 26.550 |

#### Grupo geral
| Pos. | Nação         | 5           | 3 + 2       | Total  |
| ---- | ------------- | ----------- | ----------- | ------ |
| 1    | China         | 35.150 (1)  | 33.700 (1)  | 68.850 |
| 2    | Uzbequistão   | 34.050 (2)  | 31.650 (2)  | 65.700 |
| 3    | Japão         | 32.100 (3)  | 29.050 (3)  | 61.150 |
| 4    | Cazaquistão   | 27.300 (4)  | 28.400 (4)  | 55.700 |
| 5    | Coreia do Sul | 22.550 (6)  | 26.900 (5)  | 49.450 |
| 6    | Taipé Chinesa | 21.800 (7)  | 26.500 (6)  | 48.300 |
| 7    | Tailândia     | 23.950 (5)  | 23.600 (7)  | 47.550 |
| 8    | Índia         | 19.400 (9)  | 16.600 (8)  | 36.000 |
| 9    | Filipinas     | 21.650 (8)  | 14.200 (11) | 35.850 |
| 10   | Mónaco        | 18.750 (10) | 14.500 (10) | 33.250 |
| 11   | Quirguistão   | 16.900 (11) | 14.650 (9)  | 31.550 |

#### 5 arcos
| Pos. | Nação         | Total  |
| ---- | ------------- | ------ |
| 1    | China         | 35.900 |
| 2    | Japão         | 32.200 |
| 3    | Cazaquistão   | 30.950 |
| 4    | Uzbequistão   | 29.950 |
| 5    | Coreia do Sul | 29.950 |
| 6    | Tailândia     | 24.350 |
| 7    | Filipinas     | 19.950 |
| 8    | Taipé Chinesa | 19.950 |

#### 3 fitas + 2 bolas
| Pos. | Nação         | Total  |
| ---- | ------------- | ------ |
| 1    | China         | 33.800 |
| 2    | Uzbequistão   | 31.050 |
| 3    | Cazaquistão   | 29.650 |
| 4    | Japão         | 28.500 |
| 5    | Taipé Chinesa | 25.700 |
| 6    | Coreia do Sul | 22.900 |
| 7    | Tailândia     | 21.550 |
| 8    | Índia         | 16.100 |

### Juvenil

#### Arco
| Pos. | Ginasta                          | Nação         | Total  |
| ---- | -------------------------------- | ------------- | ------ |
| 1    | Anastasiya Sarantseva            | Uzbequistão   | 31.700 |
| 2    | Dariya Kusherbayeva              | Cazaquistão   | 28.000 |
| 3    | Aleksandra Udodova               | Quirguistão   | 27.750 |
| 4    | Park Seohyun                     | Coreia do Sul | 24.550 |
| 5    | Parina Rahul Madanpotra          | Índia         | 24.250 |
| 6    | Rina Maruyama                    | Japão         | 23.050 |
| 7    | Nur Zhafirah Wong Rudy Kurniawan | Malásia       | 22.800 |
| 8    | Sophia Tan                       | Singapura     | 22.650 |

#### Bola
| Pos. | Ginasta                   | Nação         | Total  |
| ---- | ------------------------- | ------------- | ------ |
| 1    | Aiym Meirzhanova          | Cazaquistão   | 31.150 |
| 2    | Natalya Usova             | Uzbequistão   | 30.400 |
| 3    | Yurisa Yamashita          | Japão         | 26.500 |
| 4    | Kim Daeun                 | Coreia do Sul | 26.250 |
| 5    | Arina Gazieva             | Quirguistão   | 25.600 |
| 6    | Dhaffatul Nurbaiti Harman | Malásia       | 23.750 |
| 7    | Phatsaphon Thapthong      | Tailândia     | 23.250 |
| 8    | Truc Uyen Nga Nguyen      | Vietnã        | 22.900 |

#### Maças
| Pos. | Ginasta               | Nação         | Total  |
| ---- | --------------------- | ------------- | ------ |
| 1    | Lola Djuraeva         | Uzbequistão   | 31.050 |
| 2    | Aiym Meirzhanova      | Cazaquistão   | 29.150 |
| 3    | Jasmine Althea Ramilo | Filipinas     | 27.300 |
| 4    | Saiana Sarynzhieva    | Quirguistão   | 26.450 |
| 5    | Park Seohyun          | Coreia do Sul | 26.200 |
| 6    | Rina Maruyama         | Japão         | 25.250 |
| 7    | Phatsaphon Thapthong  | Tailândia     | 24.050 |
| 8    | Urangoo Namkhaibayar  | Mongólia      | 22.700 |

#### Fita
| Pos. | Ginasta               | Nação         | Total  |
| ---- | --------------------- | ------------- | ------ |
| 1    | Mishel Nesterova      | Uzbequistão   | 29.400 |
| 2    | Aiym Meirzhanova      | Cazaquistão   | 28.050 |
| 3    | Kim Daeun             | Coreia do Sul | 25.350 |
| 4    | Rina Maruyama         | Quirguistão   | 25.050 |
| 5    | Jasmine Althea Ramilo | Filipinas     | 24.950 |
| 6    | Asema Badykeeva       | Quirguistão   | 24.700 |
| 7    | Lezane Tan            | Malásia       | 20.900 |
| 8    | Aiyyna Undrakh        | Mongólia      | 20.250 |

#### Grupo geral
| Pos. | Nação         | 5      | 5      | Total  |
| ---- | ------------- | ------ | ------ | ------ |
| 1    | Uzbequistão   | 29.350 | 25.800 | 55.150 |
| 2    | Cazaquistão   | 27.700 | 26.350 | 54.050 |
| 3    | Japão         | 23.600 | 26.450 | 50.050 |
| 4    | Malásia       | 22.850 | 23.750 | 46.600 |
| 5    | Coreia do Sul | 20.000 | 21.700 | 41.700 |
| 6    | Quirguistão   | 21.150 | 20.300 | 41.450 |
| 7    | Tailândia     | 20.200 | 20.650 | 40.850 |
| 8    | Taipé Chinesa | 19.350 | 18.300 | 37.650 |
| 9    | Mongólia      | 18.150 | 17.250 | 35.400 |
| 10   | Índia         | 16.050 | 16.300 | 32.350 |

#### 5 cordas
| Pos. | Nação         | Total  |
| ---- | ------------- | ------ |
| 1    | Cazaquistão   | 27.600 |
| 2    | Uzbequistão   | 27.500 |
| 3    | Japão         | 25.100 |
| 4    | Malásia       | 22.650 |
| 5    | Taipé Chinesa | 22.450 |
| 6    | Coreia do Sul | 21.750 |
| 7    | Tailândia     | 20.000 |
| 8    | Quirguistão   | 18.550 |

#### 5 bolas
| Pos. | Nação         | Total  |
| ---- | ------------- | ------ |
| 1    | Cazaquistão   | 28.500 |
| 2    | Uzbequistão   | 25.750 |
| 3    | Japão         | 25.450 |
| 4    | Quirguistão   | 24.950 |
| 5    | Coreia do Sul | 23.950 |
| 6    | Tailândia     | 22.350 |
| 7    | Malásia       | 22.200 |
| 8    | Taipé Chinesa | 18.800 |

## Quadro de medalhas

### Geral
*   país anfitrião (Filipinas)
| Pos.               | País               | Ouro | Prata | Bronze | Total |
| ------------------ | ------------------ | ---- | ----- | ------ | ----- |
| 1                  | Uzbequistão        | 10   | 7     | 1      | 18    |
| 2                  | China              | 4    | 0     | 3      | 7     |
| 3                  | Cazaquistão        | 3    | 9     | 4      | 16    |
| 4                  | Japão              | 0    | 1     | 6      | 7     |
| 5                  | Coreia do Sul      | 0    | 0     | 1      | 1     |
| 5                  | Filipinas          | 0    | 0     | 1      | 1     |
| 5                  | Quirguistão        | 0    | 0     | 1      | 1     |
| Total (7 entradas) | Total (7 entradas) | 17   | 17    | 17     | 51    |